# Равщина
Ра́вщина — село Шептицькому районі, Львівської області. 
Населення — 175 осіб. Телефонний код Равщини: 3257. Зсув від UTC / GMT: +2 г. Площа: 0.51 km². Периметр: 4 274 м. Відстань до столиці: 420 528 м.

## Історія
На території Равщини виявлено археологічні знахідки з доби мезоліту, неоліту й бронзи, ранньої і княжої, грецькі, кельтські.
| Україна | Це незавершена стаття з географії України. Ви можете допомогти проєкту, виправивши або дописавши її. |